# Mothsgungel

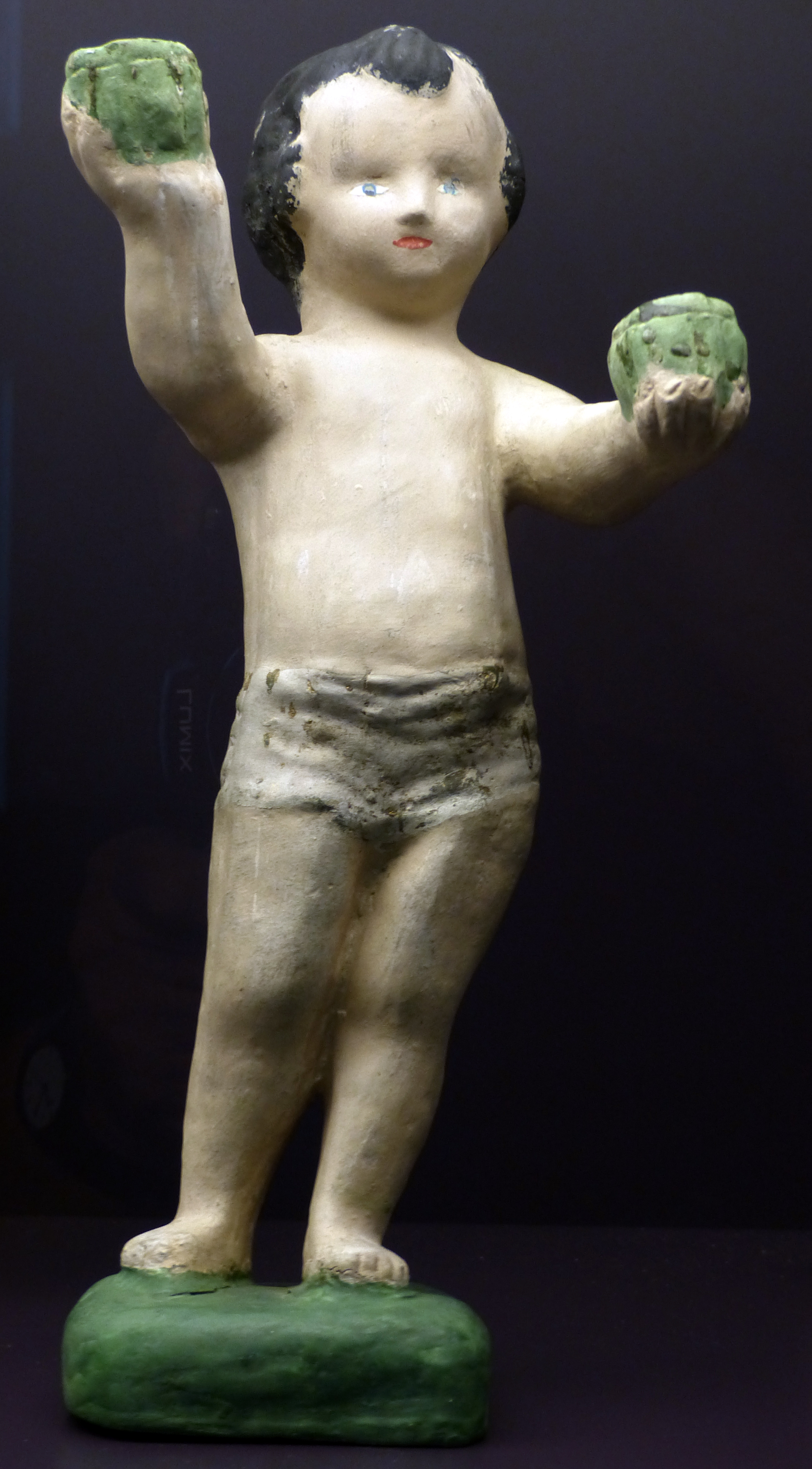
Mothsgung von Karl Mothes, 2. Viertel 20. Jh.

Das Mothsgungel (auch Mothsgungl) ist eine lokale Christkindfigur in Scheibenberg im Erzgebirge. Die handwerklich einfach gestaltete Figur ist in der Region seit 1815 bekannt und weicht in ihrer Ausführung von den anderen erzgebirgischen Weihnachtsfiguren ab. Der Name der Figur leitet sich von ihrem Hersteller im 19. Jahrhundert – Friedrich Gottlieb Mothes – und dem erzgebirgischen Wort für Junge – Gung  – ab.

## Traditionelle Gestaltung
Das Mothsgungel ist eine kleine schwarzhaarige, nackte Knabenfigur, die lediglich mit einer goldenen Schärpe um die Lenden bekleidet ist. Die Figur ist etwa 35 cm groß, ruht auf einem grünen Sockel und hält meist zwei grüne Kerzentüllen in der Hand, in denen weiße oder rote Kerzen stecken.

## Herkunft und Geschichte
Die Figur geht vermutlich auf sakrale Figuren zurück, die bereits Ende des 18. Jahrhunderts in Böhmen hergestellt wurden. Die aus Böhmen bekannten Figuren zeigen regionale Besonderheiten hinsichtlich ihres Materials und ihres Aussehens. Sowohl Figuren aus Pappmaché oder Holz sowie aus Ton sind bekannt. Vermutlich kam die Figur um 1815 mit dem Tongefäßhersteller Kunze nach Scheibenberg. Die älteste in Scheibenberg bekannte Figur war aus mit Mehlkleister verstärkten Papierlagen aufgebaut, die tschechische Textfragmente enthielt.
Die Figur hatte – meist im Gegensatz zu den später in Scheibenberg hergestellten Knabenfiguren – eine hautfarbene Körperbemalung und einen blauen Lendenschurz. es ist jedoch mindestens eine Scheibenberger Figur in hautfarbener Bemalung nachweisbar.
Man geht davon aus, dass die meisten Figuren von armen tschechischen Bauern, Köhlern und Bergleuten mit den ihnen zur Verfügung stehenden Materialien hergestellt wurden. Eine kleine Manufaktur in Prag für die Herstellung derartiger Figuren aus Ton soll seit etwa 1800 existiert haben. Diese Figuren wurden als Prager Engel bezeichnet. Im Gegensatz zum Gebrauch im Erzgebirge wurden in Böhmen die Figuren als Glücksbringer ganzjährig verehrt.
Der im Erzgebirge um Scheibenberg verbreitete lichttragende Knabe zeigt gestalterische Einflüsse von Putten, dem regional weit verbreiteten Bornkinnel und Engeln.
Zunächst wurde die Figur vom Tongefäßhersteller Kunze angefertigt, der von der böhmischen Figur Gips-Gussformen für den Körper und die Arme herstellte, in denen man eine Gipsmasse abbinden ließ. Der Gipsrohling wurde anschließend zusammengesetzt, geputzt und bemalt. Mitunter wurde auch Papier mit Ton vermengt, der am Scheibenberg gewonnen wurde, in die Form gedrückt und anschließend getrocknet.
Im Jahr 1818 brannte die Kunz’sche Fabrik ab und ein ehemaliger Angestellter – Friedrich Gottfried Mothes – übernahm die Herstellung der Figuren, die in der Folgezeit nach ihm benannt wurden. Mothes ging mit den Figuren bis nach Chemnitz hausieren und trug so zur regionalen Verbreitung bei. Die charakteristischen Figuren wurden von der Familie Mothes und deren Nachkommen als Nebenerwerb hergestellt. Als ein Nachfahre der Familie 1957 das ursprüngliche  Wohnhaus der Mothes kaufte, fanden sich eine beschädigte und eine komplett intakte Mothsgungelform, die wieder als Modell für die Figuren benutzt wurden, die im Familienbetrieb bis 2005 durch Walter Dorias hergestellt wurden. Entgegen der Quellenaussage nach: „Nachdem er (Werner Dorias) in Ruhestand gegangen war, übernahm der ortsansässige Künstler Ray Kunzmann die Herstellung der Nachbildung der Figuren. “, brachte Ray Kunzmann seine, von Werner Doris nicht autorisierten Nachbildungen bereits Mitte der 1990er auf den Markt. Er übernahm damit die Herstellung also keineswegs. Diese Figuren wichen im Aussehen aber insbesondere im Herstellungsmaterial massiv von den Originalen ab. Werner Doris kritisierte in persönlichen Gesprächen aber auch öffentlich diese Nachbildungen, wie einer Anzeige aus dem Scheibenberger Amtsblatt vom Januar 1996 zu entnehmen ist:
„Mothshaisl“. Nicht erst neuerdings aufgewacht, sondern schon seit Jahren! Reparaturen möglich. W. Dorias, Zechenweg 1, Scheibenberg.
Werner Dorias brachte die traditionelle Herstellung, mit den originalen Formen, seiner damals (Mitte der 1990er Jahre) neunjährigen Enkelin bei. Er verband damit die Hoffnung, diese nahezu zweihundertjährige Tradition im eigentlichen Sinne fortführend erhalten zu können.
Die Mothsgungel-Figuren sind heute fast ausschließlich in Scheibenberg und in der näheren Umgebung verbreitet.